# Пунин и Бабурин
«Пунин и Бабурин» — повесть Ивана Тургенева, написанная в 1872—1874 годах. Впервые опубликована в «Вестнике Европы» в 1874 году.

## Сюжет
Действие происходит в четырёх временных промежутках: 1830-м, 1837-м, 1849-м и 1861-м годах. Первая часть начинается в имении богатой помещицы, куда поселяются два друга — Никандр Вавилыч Пунин и Парамон Семёныч Бабурин. Бабурин поступает в контору имения конторщиком. Пунин целые дни проводит с внуком барыни, гуляет с ним, читает ему книги, разучивает стихи. Из-за характера Бабурина помещица отказывается от услуг конторщика, и старым друзьям приходится покинуть усадьбу. Для внука помещицы (рассказчика) дружба и расставание с Пуниным становится большой трагедией.

## Главные герои
- Рассказчик — дворянин, чиновник.
- Помещица — бабушка рассказчика, властная, своенравная женщина.
- Никандр Вавилыч Пунин — старый друг Бабурина, которого он из жалости много лет содержит и возит с собой по усадьбам. Учился в семинарии.
- Парамон Семёныч Бабурин — разночинец, конторщик, республиканец, получающий должности у помещиков.
- Муза Павловна — воспитанница Пунина, сирота, миловидная девушка, мещаночка, швея.
- Тархов — студенческий друг рассказчика, влюблённый в Музу Павловну.

Повесть «Пунин и Бабурин» является единственным художественным произведением Тургенева, содержащим упоминание о Михаиле Хераскове.